# Зеньковский сельсовет
Зенько́вский сельсове́т — сельское поселение в Константиновском районе Амурской области.
Административный центр — село Зеньковка.

## История
30 сентября 2005 года в соответствии с Законом Амурской области № 72-ОЗ муниципальное образование наделено статусом сельского поселения.
Законом Амурской области от 7 мая 2015 года № 532-ОЗ, Зеньковский и Золотоножский сельсоветы объединены в Зеньковский сельсовет.

## Население
| 2002 | 2010 | 2011 | 2012 | 2013 | 2014 | 2015 |
| ---- | ---- | ---- | ---- | ---- | ---- | ---- |
| 486  | ↘465 | ↘464 | →464 | ↘459 | ↘442 | ↘429 |
| 2016 | 2017 | 2018 | 2021 |      |      |      |
| ↗659 | ↗667 | ↘662 | ↘572 |      |      |      |

## Состав сельского поселения
| № | Населённый пункт | Тип населённого пункта       | Население |
| - | ---------------- | ---------------------------- | --------- |
| 1 | Зеньковка        | село, административный центр | ↘438      |
| 2 | Золотоножка      | село                         | ↘224      |